# Pentax K2 DMD
Pentax K2 DMD — малоформатный однообъективный зеркальный фотоаппарат, производившийся с 1976 до 1980 года только в чёрном исполнении. K2 DMD — это усовершенствованная модель K2, относительно которой в DMD-версии появились следующие новшества:
- Возможность подключения приставного электропривода MD и серийной съёмки с частотой до 2,5 к/сек;
- Блокировка экспозамера (экспопамять);
- В видоискателе добавлено отображение положения диафрагмы. Видоискатель в DMD отображал полную экспозиционную информацию;
- Возможность установки впечатывающей в кадр дату задней крышки;

Остальные характеристики полностью совпадают с K2.

## Совместимость
Как и любая другая камера Pentax оснащенная байонетом K, K2 DMD не может управлять диафрагмой объективов без кольца диафрагм. С объективами имеющими на кольце диафрагм положение «А» необходимо использовать положения с числовыми значениями.